# 愛宕神社 (久喜市久喜中央)
愛宕神社（あたごじんじゃ）は、埼玉県久喜市久喜中央1丁目12に所在する神社である。

## 概要
愛宕神社はかつて埼玉郡久喜新町（明治合併以後は大字久喜新）の村社であった。所在地はかつて大字久喜新字中島1077と称されていたが、1973年（昭和48年）11月1日の住居表示により中央1丁目12と改められ、さらに2010年（平成22年）3月23日に行われた平成の大合併の際に久喜中央1丁目12と改名され、現在に至っている。1948年（昭和23年）時点での境内地面積は213坪であった。祭礼は7月24日とされている。。
境内社として1909年（明治42年）1月11日に合祀された稲荷社が祀られている。境外社としては御嶽神社を有している。境内施設として本殿、愛宕会館、鳥居、手水舎、灯籠、阿形と吽形の狛犬一対、力石、「武蔵国 久喜 愛宕神社」と彫られた標柱、「愛宕川遊歩道竣工」と彫られた石碑、「伊勢参宮記念碑」と彫られた石碑、「愛宕神社再建記念」と彫られた石碑などである。

## 市内の愛宕神社
- 愛宕神社 (久喜市北中曽根) - 北中曽根字川妻に所在。
- 愛宕神社 (久喜市六万部) - 六万部字谷田向に所在。

上記の他、他の名称の神社に合祀や境内社の形で愛宕神社が祀られている場合もある（本町6丁目の千勝神社など）。